# What If (utwór muzyczny Diny Garipowej)
What If – utwór Diny Garipowej, napisany i wydany w 2013. Piosenkę napisali Gabriel Alares, Joakim Björnberg i Leonid Gutkin.
Piosenka została premierowo zaprezentowana publiczności 24 lutego 2013, a 15 marca został do niego opublikowany oficjalny teledysk.
19 lutego 2013 utwór został ogłoszony propozycją Rosji w 58. Konkursie Piosenki Eurowizji organizowanym w Malmö. W maju został zaprezentowany przez Garipową w pierwszym półfinale konkursu i z drugiego miejsca awansował do finału. Zajął w nim piąte miejsce po zdobyciu 174 punktów.

## Lista utworów
Opracowano na podstawie materiału źródłowego.
1. „What If” (Official Version) – 3:04
2. „What If” (Karaoke Version) – 3:05

## Kontrowersje
Po premierze piosenki niektóre portale muzyczne poinformowały o możliwym plagiacie i naruszeniu praw autorskich. Mówiono o podobieństwie do piosenek: Sary Connor „Skin on Skin”, Gosi Andrzejewicz „Pozwól żyć”, All Time Low „Painting Flowers”, Briana Kennedy’ego „All Over the World” czy Hear´Say „Carried Away”. Twórcy utworu zaprzeczyli naruszeniom praw autorskich.

## Pozycje na listach przebojów
| Lista przebojów                                  | Pozycja |
| ------------------------------------------------ | ------- |
| Belgia (Ultratip Flanders)                       | 57      |
| Holandia (Mega Single Top 100)                   | 51      |
| Niemcy (Media Control Charts)                    | 78      |
| Szwajcaria (Schweizer Hitparade)                 | 75      |
| Wielka Brytania (The Official Charts Company)    | 161     |
| WNP (Tophit Ogólne Top 100)                      | 100     |
| WNP (Tophit Top 100 według głosowania słuchaczy) | 12      |